# Romana Gajdošová
Romana Gajdošová es una deportista eslovaca que compitió en acuatlón. Ganó una medalla de plata en el Campeonato Europeo de Acuatlón de 2017.

## Palmarés internacional
| Campeonato Europeo | Campeonato Europeo      | Campeonato Europeo | Campeonato Europeo |
| Año                | Lugar                   | Medalla            | Prueba             |
| ------------------ | ----------------------- | ------------------ | ------------------ |
| 2017               | Bratislava (Eslovaquia) | Medalla de plata   | Individual         |